# Familia Stone
Familia Stone (titlu original: The Family Stone) este un film de Crăciun american din 2005 regizat de Thomas Bezucha. În rolurile principale joacă actorii Claire Danes, Diane Keaton și Sarah Jessica Parker. Filmul a fost nominalizat la Premiul Globul de Aur pentru cea mai bună actriță (muzical/comedie) (Sarah Jessica Parker).

## Prezentare
Meredith vrea să fie acceptată de Crăciun într-o familie ciudată, familia iubitului ei . Acesta dorește sa o ceara de soție , însă membrii familiei sale nu sunt de acord. Urmează un întreg șir de peripeții pentru a-i face pe aceștia sa o accepte , insa aceasta va rămâne alături de Ben, fratele iubitului ei.

## Distribuție
- Claire Danes ca Julie Morton
- Diane Keaton ca Sybill Stone
- Rachel McAdams ca Amy Stone
- Dermot Mulroney ca Everett Stone
- Craig T. Nelson ca Kelly Stone
- Sarah Jessica Parker ca Meredith Morton
- Luke Wilson ca Ben Stone
- Tyrone Giordano ca Thad Stone
- Brian White ca Patrick Thomas
- Elizabeth Reaser ca Susannah Stone Trousdale
- Paul Schneider ca Brad Stevenson
- Savannah Stehlin ca Elizabeth Trousdale
- Jamie Kaler ca John Trousdale